# Svarttjärnen (Svegs socken, Härjedalen, 687330-143471)
Svarttjärnen är en sjö i Härjedalens kommun i Härjedalen och ingår i Ljusnans huvudavrinningsområde.